# Rivière Noire (rivière Bulstrode)
Pour les articles homonymes, voir Rivière Noire.
La rivière Noire est un affluent de la rivière Bulstrode dont le courant se déverse successivement dans la rivière Nicolet et le fleuve Saint-Laurent. La rivière Noire coule dans les municipalités de Princeville, de Saint-Rosaire et de Saint-Valère, dans la municipalité régionale de comté (MRC) d'Arthabaska, dans la région administrative du Centre-du-Québec, au Québec, au Canada.

## Géographie
Les versants géographiques voisins de la rivière Noire sont :
- côté nord : rivière Blanche ;
- côté est : rivière Bulstrode ;
- côté sud : rivière Bulstrode ;
- côté ouest : rivière Bulstrode, ruisseau Béland, rivière Blanche.

La rivière Noire prend sa source de divers ruisseaux agricoles, au nord de la ville de Victoriaville, au sud-est du village de Saint-Rosaire et au sud-ouest du village de Princeville.
À partir de sa zone de tête dans Princeville, la rivière Noire coule sur 15,9 km selon les segments suivants :
- 1,5 km vers l'ouest, jusqu'à la limite de la municipalité de Saint-Rosaire ;
- 0,5 km vers l'ouest jusqu'à la route 162 ;
- 6,2 km vers l'ouest, jusqu'à la troisième traversée du 8e rang, qui est située à la confluence de la rivière Pimbina ;
- 7,7 km vers l'ouest, en passant au nord du village de Saint-Valère, jusqu'à son embouchure.

La rivière Noire se déverse sur la rive nord de la rivière Bulstrode, à 4,8 km en aval du pont routier du Saint-Valère et en amont du pont de la route 955 situé au village de Saint-Samuel.

## Toponymie
Le toponyme rivière Noire a été officialisé le 5 décembre 1968 à la Commission de toponymie du Québec.
L'origine vient possiblement des tourbières à proximité.